# ウィクトル1世 (ローマ教皇)
ウィクトル1世（Victor I, ? - 199年?）は、ローマ教皇（在位：189年? - 199年?）。
北アフリカ出身。彼の時代、復活祭をいつ祝うかということをめぐって東方と西方で論争が勃発した。ウィクトル1世は教皇として西方での慣例を支持、反対者を激しく非難した。また、それまでローマではギリシャ語でミサを行っていたが、彼の時代以降はラテン語で行われることになった。ヒエロニムスは、ウィクトル1世が、初めてラテン語で神学に関する書物を記したとしている。カトリック教会の聖人でもある。